# Município de Blue Creek (Ohio)
Localização do Ohio nos E.U.A.
O município de Blue Creek (em inglês: Blue Creek Township) é um município localizado no condado de Paulding no estado estadounidense de Ohio. No ano 2010 tinha uma população de 781 habitantes e uma densidade populacional de 8,31 pessoas por km².

## Geografia
O município de Blue Creek encontra-se localizado nas coordenadas 41° 02′ 00″ N, 84° 37′ 50″ O. Segundo o Departamento do Censo dos Estados Unidos, o município tem uma superfície total de 94.04 km², da qual 94,04 km² correspondem a terra firme e (0 %) 0 km² é água.

## Demografia
Segundo o censo de 2010, tinha 781 pessoas residindo no município de Blue Creek. A densidade de população era de 8,31 hab./km².